# Autoroute 403 (Ontario)
L'autoroute 403 est une autoroute de la province canadienne de l'Ontario qui s'étend entre Woodstock et Mississauga en passant par Hamilton, et qui se rattache par ses deux extrémités à l'autoroute 401. Elle forme un multiplex avec la Queen Elizabeth Way (QEW) sur une distance de 22 kilomètres entre Burlington et Oakville. L'autoroute est nommée Chedoke Expressway dans la ville d'Hamilton et son tronçon entre Woodstock et Burlington est nommée Alexander Graham Bell Parkway depuis le 27 avril 2016. 

## Historique
Bien que la désignation « autoroute 403 » est utilisée pour la première fois en 1963 pour identifier un court tronçon d'autoroute bifurquant de l'autoroute QEW, l'ensemble de l'autoroute n'est achevé que le 15 août 1997 lorsque la section entre Brantford et la localité d'Ancaster est ouverte à la circulation.

## Tracé
La majorité du tracé de l'autoroute 403 est situé en zone périurbaine, sauf à l'ouest d'Hamilton où les terres agricoles dominent. À Hamilton, l'autoroute franchit l'escarpement du Niagara et contourne par le nord le port de Hamilton pour joindre la QEW à Burlington. De ce point, elle forme un multiplex avec la QEW et traverse Burlington et Oakville. À la limite de Mississauga et Oakville, l'autoroute reprend un tracé individuel en traverse le centre de Mississauga dans une direction est-ouest, desservant son centre-ville. En empruntant ensuite une trajectoire vers le nord, l'autoroute vient se terminer à l'échangeur des autoroutes 401 et 410, toujours dans la ville de Mississauga.

### Liste des sorties
Autoroute 403